# Kortstaartapalis
De kortstaartapalis (Apalis sharpii) is een zangvogel uit de familie Cisticolidae. Deze vogel is genoemd naar de Britse zoöloog Richard Bowdler Sharpe.

## Verspreiding en leefgebied
Deze soort komt voor in westelijk Afrika van Sierra Leone tot Togo.

## Status
De grootte van de populatie is niet gekwantificeerd maar de soort wordt omschreven als vrij algemeen in bossen. Aangenomen wordt dat de aantallen snel achteruitgaan door habitatverlies. Op de Rode lijst van de IUCN heeft deze soort daarom de status gevoelig.